# Шпилька, Артур
Арту́р Шпи́лька (пол. Artur Szpilka; род. 12 апреля 1989, Величка, Польша) — польский боксёр-профессионал, выступавший в бриджервейте и тяжёлой весовой категории. Чемпион Польши в тяжёлом весе (2014), бывший претендент на титул чемпиона мира (2016).

## Биография
Артур Шпилька родился 12 апреля 1989, в Кракове. С раннего детства он был связан с боевыми искусствами. Он начал с кунг-фу и каратэ. Он увлёкся боксом в возрасте 12 лет, когда он начал посещать тренинги в Гурник Величка. Однако его первый контакт с благородного вида спорта было недолгим.
Бокс исчез из жизни Артура в течение нескольких лет. Он не остановился, хоть и воюет — он вёл жизнь хулигана, patricipating в беспорядках, связанных с футболом игры. Сегодня он подчеркивает, что тогда он не имел доли участия в матчах своей любимой Краковской «Висле», но прежде всего он хотел показать свои выдающиеся навыки, чтобы все.
Это было чистое совпадение, что Артур вернулся в зал бокса. Кто-то пытался бить его один раз. И вот он бежит к парню и он уже собирался нанести удар, когда вдруг голос говорит: Господа, если вы хотите бороться тогда я хочу пригласить вас в зал бокса. Пожалуйста, наденьте шлемы и перчатки и решить это цивилизованным способом.’ Это был Владислав Ćwierz, который затем стал первым тренером Шпилька и кто в настоящее время является работником федерации бокса Малопольши. Бой был очень коротким. Менее чем за 2 минуты, рука нокаут и Шпилька поднялся в воздух. Он выиграл.
Потом все пошло гладко — тренер Ćwierz убедил родителей Артура, чтобы сообщить ему коробку. Он быстро начал отплачивать ему за победу в любительском кольца. Даже тогда многие активисты по боксу говорил, что Артур мог вырасти в действительно великий Боец.

## Любительская карьера
В своей любительской карьере он добился второго места в чемпионате Европы среди кадетов, он добрался до четвертьфинала в чемпионате мира среди юниоров, и он также преуспел в кадетский Польши, младшие и старшие чемпионаты. В ходе предварительного этапа летних Олимпийских игр 2008 года в Пекине он дошел до полуфинала. После этой неудачи он подписал профессиональный контракт, а вот как свою серьезную боксерскую карьеру начал…

## Профессиональная карьера

### Первый тяжёлый вес
Шпилька дебютировал на профессиональном ринге в октябре 2008 года, в возрасте 19 лет, в первом тяжёлом весе. Провёл 5 победных поединков, и 24 декабря 2009 года должен был выйти на ринг с опытным соотечественником, Войцехом Бартником (21-4-1). Но был арестован на церемонии взвешивания за драку с футбольными болельщиками на 18 месяцев.

### Супертяжёлый вес
Шпилька вернулся в мае 2011 года и дебютировал в супертяжёлом весе. Провёл свой 6-й поединок в карьере против непобеждённого боснийца, Рамаза Ханжагоновича (8-0), и нокаутировал его в первом раунде. В октябре 2011 года победил досрочно известного ямайца, Оуэна Бека. 2 июня 2012 года, Шпилька выиграл свой первый титул, нокаутировав в четвёртом раунде аргентинца, Гонзало Омара Базиля (54-6), и стал серебряным чемпионом WBC, балтийского региона.

#### Бой с Джамилем Макклайном
30 июня 2012 года, Артур в тяжёлом бою победил по очкам известного американского боксёра, Джамиля Макклайна. Бой получился не очень зрелищным. Шпилька неожиданно победил единогласным решением судей. Поединок с Макклайном выдался самым трудным в карьере поляка. Шпилька получил перелом челюсти, а через несколько недель получил травму ноги, и снова был вынужден взять перерыв в карьере.

#### Возможный бой с Кшиштофом Зимнохом
23 февраля в Гданьске, в андеркарде боя Анджей Голоты и Пшемислава Салеты был назначен бой Артура Шпильки с небитым соотечественником Кшиштофом Зимнохом. За полтора месяца до боя боксеры встретились на пресс-конференции где между ними произошла вначале словесная перепалка а затем и потасовка. На тот момент у Шпильки был запланирован бой 1 февраля в США, его соперником должен был стать американец Майк Молло.

#### Бой с Тарасом Биденко
20 апреля 2013 года в Польше, Шпилька встретился с известным украинским боксёром Тарасом Биденко. Биденко был в плохой форме, что показал и поединок. Первый раунд прошёл с полным преимуществом поляка, и Биденко несколько раз неудачно встал, травмировав правое колено. В перерыве между первым и вторым раундом по причине травмы украинец отказался от дальнейшего продолжения боя. Артур Шпилька победил досрочно.

#### Бой с Брайаном Минто
15 июня 2013 года встретился с Брайаном Минто. Минто выглядел хорошо в этом бою, дав Шпильке один из самых трудных боёв в его карьере, но в итоге Шпилька победил единогласным решением судей.

#### Бой с Майком Молло
16 августа 2013 года вышел на ринг в Чикаго с известным американским боксёром, Майком Молло. Шпилька действовал с дальней дистанции, а Молло входил в среднюю. Во втором раунде Шпилька немного оступился, и Молло его потянул, вследствие чего поляк оказался на канвасе. Рефери отсчитал нокдаун. В третьем раунде Артур полностью перехватил инициативу. В четвёртом Артур тоже был активнее, но в конце раунда Молло отправил Шпильку в нокдаун ударом по подбородку. Поляк встал и продержался до гонга, хотя Майк пытался его нокаутировать. К шестому раунду американец очень устал, и Шпилька левым кроссом отправил его в глубокий нокаут.

#### Бой с Брайантом Дженнингсом
25 января 2014 года Шпилька провёл важнейший для своей карьеры поединок, встретившись с небитым американцем Брайантом Дженнингсом, в нью-йоркском Мэдисон-сквер-гарден. Победа могла значительно поднять поляка в рейтинге, поскольку Дженнингс входил в число лучших бойцов супертяжёлого веса, согласно версиям нескольких боксёрских организаций. Шпилька предложил Дженнингсу заменить отказавшегося от поединка с американцем польского боксёра Мариуша Ваха, вызвав его на бой сообщениями в твиттере. На этапе подготовки Шпилька неоднократно заявлял польским болельщикам, что не сомневается в победе.
Первые раунды выдались относительно равными, хотя американец выглядел увереннее, не стремясь, при этом, форсировать события и наносить сопернику большой урон. В шестом раунде Шпилька пропустил удар в район солнечного сплетения, и опустился на колено. Поляку был отсчитал нокдаун. После этого бой стал практически односторонним. В десятом раунде уступающий по очкам Шпилька стал действовать откровеннее, пытаясь нокаутировать американца. В результате он пропустил точный левый боковой в голову, и упал на канаты. Рефери отсчитал нокдаун. Шпилька выглядел потрясённым, и не мог отвечать пытавшемуся его добить Дженнингсу. Видя это, рефери остановил поединок. Дженнингс победил техническим нокаутом, нанеся Шпильке первое поражение в карьере.

#### Бой с Томашем Адамеком
8 января 2014 года Шпилька встретился в Кракове со своим соотечественником, экс-чемпионом в полутяжелой и тяжелой весовых категориях, бывшим претендентом на титул в супертяжелом весе Томашем Адамеком. Бой проходил за один из второстепенных титулов IBF. Поединок стал первым для Шпильки после поражения от Брайанта Дженнингса. Матч получился чистым. Оба бойца были предельно осторожны и не стремились идти в размен ударами. Шпилька успешно действовал передней рукой, не давая Адамеку подойти на нужную дистанцию. Молодой оппонент был заметно быстрее Томаша и нанёс большее количество ударов. Наиболее успешным для Адамека стал 8 раунд, в котором ему удалось провести точную серию. Тем не менее серьёзно потрясти противника он не смог. После 10-ти раундов судьи единогласно объявили победителем Шпильку. В интервью после боя Адамек заявил, что, вероятно, завершит карьеру.

#### Бой с Деонтеем Уайлдером
16 января 2016 года Шпилька получил возможность боксировать за титул чемпиона мира по версии WBC, с небитым американским нокаутёром Деонтеем Уайлдером. На пресс-конференциях перед боем оба бойца вели себя вызывающе. Однако в ринге спортсмены действовали достаточно осторожно. Чемпион с трудом подстраивался под стиль леворукого поляка, стараясь не позволять подходить на нужную тому дистанцию. Шпилька действовал достаточно удачно, много двигаясь и атакуя американца резкими выпадами. Большинство раундов выглядели равными. Но в 9 раунде поляк пропустил жёсткий контратакующий правый удар и рухнул в тяжелейший нокаут. Шпилька был без сознания около минуты, а затем покинул ринг на носилках. Счёт судей на момент остановки боя: 75:77, 74:78, 74:78 в пользу чемпиона.

#### Бой с Адамом Ковнацким
15 июля 2017 года Шпилька встретился с непобежденным Адамом Ковнацким. Фаворитом до боя считался Шпилька. Ковнацкий предпочел работу «первым номером» и сразу же начал прессинговать соперника. Первые два раунда были достаточно равными, Шпилька использовал джеб, а Ковнацкий пытался запереть соперника у канатов, нанося силовые удары. Шпильке удалось сделать рассечение на левом глазу Ковнацкого. В конце третьего раунда Ковнацкий потряс соперника, но тот устоял. В начале четвертого раунда Ковнацкий захватил полное преимущество, разбив сопернику нос, а затем отправив его в нокдаун. Шпилька поднялся, но сразу же начал пропускать новые удары. Рефери остановил бой, зафиксировав победу Ковнацкого техническим нокаутом.

### Вес бриджервейт
Шпилька провёл в этом весе 5 первых поединков на профессиональном ринге, после чего поднялся в супертяжи (свыше 90,7 кг). Оппонентом поляка стал гейткипер из Украины Сергей Радченко 7-5, (2 КО). Старт боя остался за фаворитом, но в 3-й трёхминутке андердог уронил Шпильку правым хуком. Казалось, экс-претендент из Польши вернулся в бой, но в 5-м раунде он вновь побывал на канвасе после серии пропущенных ударов. Вторая половина схватки получилась конкурентной. В 9-м раунде рефери оштрафовал украинца за удары предплечьем — сомнительное решение. Шпилька неплохо провёл заключительную трёхминутку, вынудил Радченко спасаться в клинче. Вердикт судей: дважды 95-93 в пользу фаворита и 94-94.  Шпилька MD 10. Польские болельщики в соцсетях преимущественно считают, что гостя обокрали судьи...

#### Бой с Лукашем Ружаньским
30 мая 2021 года, в бою за вакантный титул чемпиона по версии WBC International в новом весе бриджервейт (до 101,6 кг), досрочно проиграл нокаутом в 1-м же раунде опытному соотечественнику Лукашу Ружаньскому (13-0, 12 KO).

### Переход в смешанные единоборства
Перешел в смешанные единоборства в главный польскую лигу KSW. 19 июня 2022 года в главном событии KSW 71 в городе Торунь, (Польша) встретился с экс-соперником по боксёрскому рингу украинецем Сергем Радченко. Победил Артур Шпилька.  Бой начался с агрессивных атак поляка, который за сутки до боя оказался почти на 10 кг тяжелее соперника. Радченко переждал стартовый натиск Шпильки, после чего и сам отметился парочкой удачных атак, вынудив оппонента клинчевать. Бойцы оказались в партере, а украинец даже попытался накинуть гильотину — фаворит уверенно вышел из захвата, после чего доминировал до гонга, разбивая соперника из маунта.
Во 2-м раунде преимущество Шпильки было уже и в стойке, так как соперник устал и замедлился. Радченко вновь предпринял безуспешную попытку провести гильотину, вновь потерял позицию, после чего Шпилька добил его из маунта. Шпилька ТКО 2. 

#### 2 бой по ММА
17 сентября 2022 года в Гливице (Польша) на Гливице Арена прошел турнир малоизвестной второстепенной организации HIGH LEAGUE 4 - NATSU VS. LEXY 2, где Шпилька одержал победу техническим нокаутом в первом раунде над поляком Дэнисом Залецки ТКО (Knee Injury).

#### Бой с Мариушем Пудзяновским
3 июня в Польше на шоу KSW Colosseum 2 Артур одержал третью и пока самую громкую победу в ММА, в рамках KSW 83 сокрушив стронгмена Мариуша Пудзяновского (17-9). Уже на первых секундах стартового раунда Пудзяновскому удалось встретить наступление соперника проходом в ноги и расположиться сверху в партере. Мариуш долго пытался улучшить позицию и в итоге вышел в фулл-маунт, но серьёзного урона Артуру всё равно не нанёс.
Во втором отрезке Пудзяновский попробовал повторить манёвр, но на этот раз Шпилька не позволил себя перевести в партер и смог высвободиться из клинча. Мариуш попытался принять размен, но пропустил хуки с обеих рук навстречу и упал в нокдаун. Артур бросился на добивание, и рефери остановил поединок.

## Статистика профессиональных боёв
В таблице перечислены результаты всех поединков боксёров.
В каждой строке указан результат поединка. Дополнительно номер поединка обозначен цветом, который обозначает итог поединка. Расшифровка обозначений и цветов представлена в нижеследующей таблице.
| Пример | Расшифровка                     |
| ------ | ------------------------------- |
|        | Победа                          |
|        | Ничья                           |
|        | Поражение                       |
|        | Планируемый поединок            |
|        | Поединок признан несостоявшимся |
| КО     | Нокаут                          |
| ТКО    | Технический нокаут              |
| PTS    | Решение судей (по очкам)        |
| UD     | Единогласное решение судей      |
| MD     | Решение большинства судей       |
| SD     | Раздельное решение судей        |
| RTD    | Отказ от продолжения боя        |
| DQ     | Дисквалификация                 |
| NC     | Поединок признан несостоявшимся |

| 29 поединков, 24 победы (16 нокаутом), 5 поражения. | 29 поединков, 24 победы (16 нокаутом), 5 поражения. | 29 поединков, 24 победы (16 нокаутом), 5 поражения. | 29 поединков, 24 победы (16 нокаутом), 5 поражения. | 29 поединков, 24 победы (16 нокаутом), 5 поражения. | 29 поединков, 24 победы (16 нокаутом), 5 поражения.                                                                                |
| Бой                                                 | Дата                                                | Соперник                                            | Место боя                                           | Результат                                           | Данные о бое |
| --------------------------------------------------- | --------------------------------------------------- | --------------------------------------------------- | --------------------------------------------------- | --------------------------------------------------- | --- |
| 24-5                                                | 30 мая 2021                                         | Лукаш Ружаньский (13-0)                             | Hala na Podpromiu, Жешув, Польша                    | KO 1 (10), 2:25                                     | Бой за вакантный титул чемпиона по версии WBC International в новом весе бриджервейт (до 101,6 кг).                                |
| 24-4                                                | 7 марта 2020                                        | Сергей Радченко (7-5)                               | Ломжа, Польша                                       | MD 10 (10)                                          | Счёт: 95-93, 94-94, 95-92. Шпилька дважды был в нокдауне в 3-м и в 5-м раундах. Бой прошёл в рамках 1-го тяжёлого веса (до 91 кг). |
| 23-4                                                | 26 октября 2019                                     | Фабио Туйах (29-6)                                  | Сосновец, Польша                                    | KO 1 (10), 1:27                                     | |
| 22-4                                                | 20 июля 2019                                        | Дерек Чисора (30-9)                                 | O2 Арена, Лондон, Великобритания                    | KO 2 (10), 1:01                                     | |
| 22-3                                                | 10 ноября 2018                                      | Мариуш Вах (33-3)                                   | Гливице, Польша                                     | SD 10 (10)                                          | Счёт: 93-96, 95-94, 97-93. |
| 21-3                                                | 25 мая 2018                                         | Доминик Гуинн (35-11-1)                             | Варшава, Польша                                     | UD 10 (10)                                          | Счёт: 99-90, 100-89 (дважды). |
| 20-3                                                | 15 июля 2017                                        | Адам Ковнацкий (15-0)                               | Нью-Йорк, США                                       | ТКО 4 (10), 1:37                                    | |
| 20-2                                                | 16 января 2016                                      | Деонтей Уайлдер (35-0)                              | Барклайс-центр, Бруклин, Нью-Йорк, США              | KO 9 (12), 2:24                                     | Бой за титул чемпиона мира по версии WBC в тяжёлом весе.                                                                           |
| 20-1                                                | 14 августа 2015                                     | Ясмани Консуэгра (17-1)                             | Пруденшал-центр, Ньюарк, Нью-Джерси, США            | RTD 2 (8), 3:00                                     | |
| 19-1                                                | 12 июня 2015                                        | Мануэль Кесада (29-9)                               | Чикаго, США                                         | RTD 3 (8), 3:00                                     | |
| 18-1                                                | 24 апреля 2015                                      | Тай Кобб (18-6)                                     | Чикаго, США                                         | TKO 2 (8), 1:46                                     | |
| 17-1                                                | 8 ноября 2014                                       | Томаш Адамек (49-4)                                 | Краков Арена, Краков, Польша                        | UD 10 (10)                                          | Бой за вакантный титул Интернационального чемпиона по версии IBF и Польши в супертяжёлом весе.                                     |
| 16-1                                                | 25 января 2014                                      | Брайант Дженнингс (17-0)                            | Мэдисон-сквер-гарден, Манхэттен, Нью-Йорк, США      | TKO 10 (10), 2:20                                   | Счёт: 82-88, 82-88, 82-88. Шпилька в нокдауне в 6 раунде.                                                                          |
| 16-0                                                | 16 августа 2013                                     | Майк Молло (20-4-1)                                 | Чикаго, США                                         | TKO 5 (10), 1:41                                    | Шпилька в нокдауне в 3 раунде. |
| 15-0                                                | 15 июня 2013                                        | Брайан Минто (37-5)                                 | Быдгощ, Польша                                      | UD 10 (10)                                          | Счёт: 98-92, 100-90, 98-93. Выиграл временный титул WBC Baltic.                                                                    |
| 14-0                                                | 20 апреля 2013                                      | Тарас Биденко (28-5)                                | Жешув, Польша                                       | RTD 2 (10)                                          | Биденко отказался от продолжения боя из-за травмы колена.                                                                          |
| 13-0                                                | 1 февраля 2013                                      | Майк Молло (20-3-1)                                 | Чикаго, США                                         | KO 6 (8)                                            | Шпилька в нокдаунах в 1 и 4 раундах, Молло в нокдауне в 6 раунде.                                                                  |
| 12-0                                                | 30 июня 2012                                        | Джамиль Макклайн (41-11-3)                          | Лодзь, Польша                                       | UD 10 (10)                                          | Счёт: 98-94, 97-94, 98-93. |
| 11-0                                                | 2 июня 2012                                         | Гонсало Омар Басиле (54-6)                          | Быдгощ, Польша                                      | KO 4 (10)                                           | Бой за титулы WBC Youth & WBC Baltic Silver в супертяжелом весе.                                                                   |
| 10-0                                                | 24 марта 2012                                       | Терранс Марбра (6-1)                                | Атлантик-Сити, Нью-Джерси, США                      | TKO 1 (4)                                           | |
| 9-0                                                 | 5 ноября 2011                                       | Дэвид Солсберри (7-3)                               | Мохеган Сан Арена, Анкасвилл, США                   | KO 2 (6)                                            | Шпилька в нокдауне в 1 раунде. |
| 8-0                                                 | 15 октября 2011                                     | Оуэн Бек (29-8)                                     | Катовице, Польша                                    | RTD 4 (6)                                           | |
| 7-0                                                 | 29 июля 2011                                        | Дэвид Уильямс (6-4-1)                               | Мохеган Сан Арена, Анкасвилл, США                   | KO 1 (4)                                            | |
| 6-0                                                 | 25 июня 2011                                        | Рамиз Хаджаганович (8-0)                            | Жешув, Польша                                       | KO 1 (4)                                            | Дебют в супертяжелом весе. |
| 5-0                                                 | 31 июля 2009                                        | Джереми Мей (0-1)                                   | Холливуд, Флорида, США                              | KO 1 (4)                                            | |
| 4-0                                                 | 16 мая 2009                                         | Золтан Каллай (10-13-7)                             | Рим, Италия                                         | PTS 4 (4)                                           | |
| 3-0                                                 | 28 февраля 2009                                     | Виктор Шалай (10-17-1)                              | Люблин, Польша                                      | TKO 1 (4)                                           | |
| 2-0                                                 | 29 ноября 2008                                      | Михаль Немец (9-11-1)                               | Катовице, Польша                                    | TKO 2 (4)                                           | |
| 1-0                                                 | 18 октября 2008                                     | Сенол Ченте (1-3)                                   | Забже, Польша                                       | UD 4 (4)                                            | Счёт: 40-34, 40-34, 40-34. Дебют на профессиональном ринге.                                                                        |
| Бой                                                 | Дата                                                | Соперник                                            | Место боя                                           | Результат                                           | Данные о бое |